# Gran Premio motociclistico d'Aragona 2011
Il Gran Premio motociclistico d'Aragona 2011 corso il 18 settembre, è stato il quattordicesimo Gran Premio della stagione 2011 e ha visto vincere: Casey Stoner in MotoGP, Marc Márquez in Moto2 e Nicolás Terol nella classe 125. La gara si è disputata ad Alcañiz, sul ciudad del Motor de Aragón.

## MotoGP

### Arrivati al traguardo
| Pos | Nº | Pilota           | Squadra                 | Motocicletta | Giri | Tempo     | Griglia | Punti |
| --- | -- | ---------------- | ----------------------- | ------------ | ---- | --------- | ------- | ----- |
| 1   | 27 | Casey Stoner     | Repsol Honda            | Honda        | 23   | 42:17.427 | 1       | 25    |
| 2   | 26 | Daniel Pedrosa   | Repsol Honda            | Honda        | 23   | +8.162    | 2       | 20    |
| 3   | 1  | Jorge Lorenzo    | Yamaha Factory Racing   | Yamaha       | 23   | +14.209   | 4       | 16    |
| 4   | 58 | Marco Simoncelli | San Carlo Honda Gresini | Honda        | 23   | +20.646   | 6       | 13    |
| 5   | 11 | Ben Spies        | Yamaha Factory Racing   | Yamaha       | 23   | +27.739   | 3       | 11    |
| 6   | 19 | Álvaro Bautista  | Rizla Suzuki            | Suzuki       | 23   | +30.373   | 11      | 10    |
| 7   | 69 | Nicky Hayden     | Ducati Team             | Ducati       | 23   | +34.288   | 7       | 9     |
| 8   | 8  | Héctor Barberá   | Mapfre Aspar            | Ducati       | 23   | +37.305   | 13      | 8     |
| 9   | 35 | Cal Crutchlow    | Monster Yamaha Tech 3   | Yamaha       | 23   | +39.652   | 12      | 7     |
| 10  | 46 | Valentino Rossi  | Ducati Team             | Ducati       | 23   | +39.832   | PL      | 6     |
| 11  | 7  | Hiroshi Aoyama   | San Carlo Honda Gresini | Honda        | 23   | +39.997   | 9       | 5     |
| 12  | 14 | Randy de Puniet  | Pramac Racing           | Ducati       | 23   | +54.717   | 10      | 4     |
| 13  | 5  | Colin Edwards    | Monster Yamaha Tech 3   | Yamaha       | 23   | +58.430   | 14      | 3     |

### Ritirati
| Nº | Pilota           | Squadra               | Motocicletta | Giri | Griglia |
| -- | ---------------- | --------------------- | ------------ | ---- | ------- |
| 24 | Toni Elías       | LCR Honda             | Honda        | 15   | 16      |
| 65 | Loris Capirossi  | Pramac Racing         | Ducati       | 15   | 15      |
| 4  | Andrea Dovizioso | Repsol Honda          | Honda        | 0    | 5       |
| 17 | Karel Abraham    | Cardion AB Motoracing | Ducati       | 0    | 8       |

## Moto2

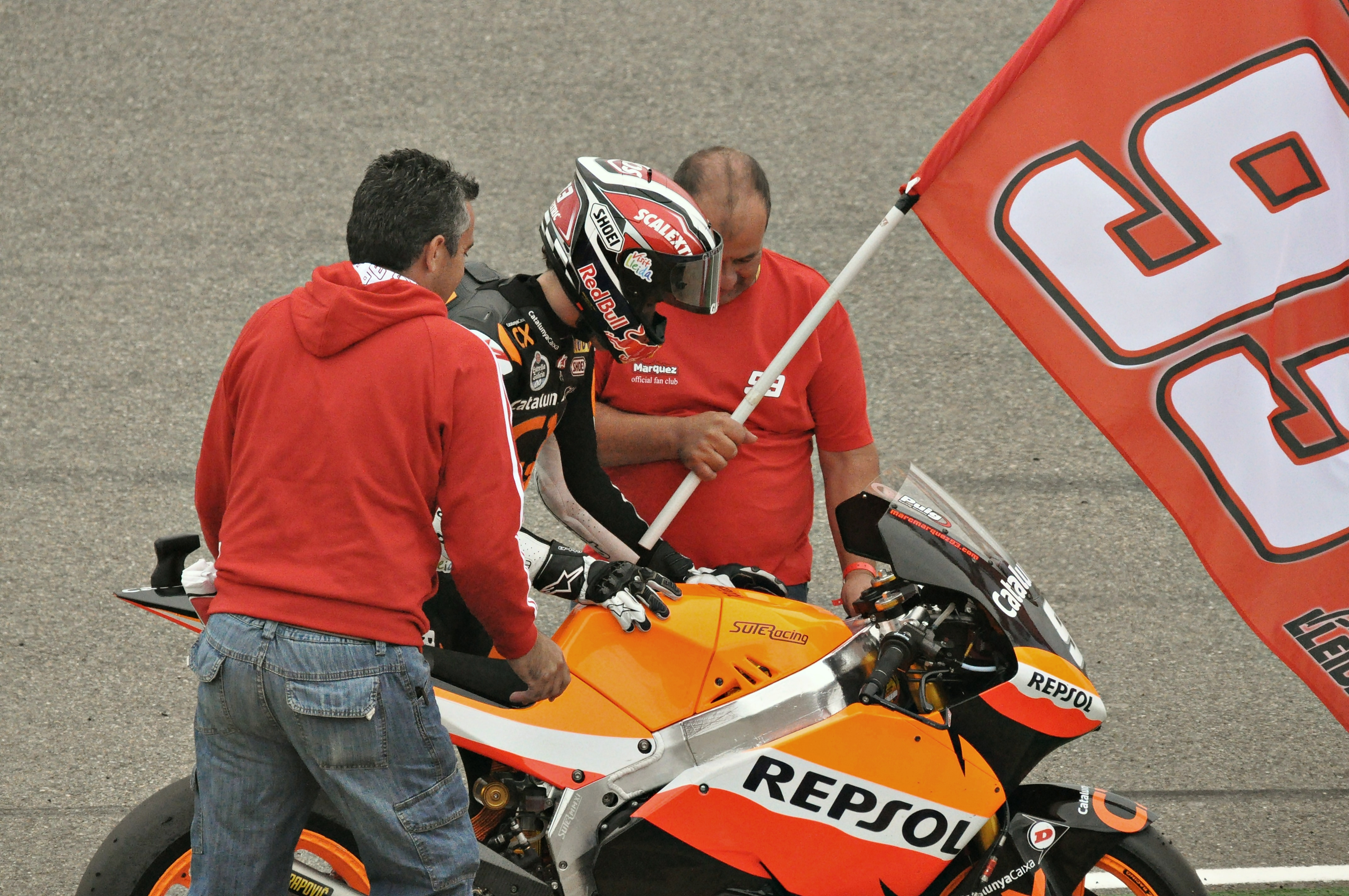
Il vincitore della gara della classe Moto2, Marc Márquez

Joan Olivé prende il posto di Jacob Gagne nel team Aeroport de Castelló. Carmelo Morales, Kenan Sofuoğlu e Axel Pons, infortunati, vengono sostituiti rispettivamente da Sergio Gadea, Tomoyoshi Koyama e Alex Baldolini. In questo Gran Premio corre una wildcard: Elena Rosell con la Suter MMX del team Mapfre Aspar.

### Arrivati al traguardo
| Pos | Nº | Pilota             | Squadra                           | Motocicletta | Giri | Tempo     | Griglia | Punti |
| --- | -- | ------------------ | --------------------------------- | ------------ | ---- | --------- | ------- | ----- |
| 1   | 93 | Marc Márquez       | CatalunyaCaixa Repsol             | Suter        | 21   | 40:20.575 | 1       | 25    |
| 2   | 29 | Andrea Iannone     | Speed Master                      | Suter        | 21   | +2.466    | 10      | 20    |
| 3   | 3  | Simone Corsi       | Ioda Racing Project               | FTR          | 21   | +2.574    | 12      | 16    |
| 4   | 15 | Alex De Angelis    | JIR Moto2                         | MotoBi       | 21   | +3.054    | 5       | 13    |
| 5   | 40 | Aleix Espargaró    | Pons HP 40                        | Pons Kalex   | 21   | +10.831   | 6       | 11    |
| 6   | 38 | Bradley Smith      | Tech 3 Racing                     | Tech 3       | 21   | +10.870   | 15      | 10    |
| 7   | 12 | Thomas Lüthi       | Interwetten Paddock               | Suter        | 21   | +11.005   | 11      | 9     |
| 8   | 65 | Stefan Bradl       | Viessmann Kiefer Racing           | Kalex        | 21   | +11.212   | 4       | 8     |
| 9   | 77 | Dominique Aegerter | Technomag-CIP                     | Suter        | 21   | +11.810   | 23      | 7     |
| 10  | 36 | Mika Kallio        | Marc VDS Racing                   | Suter        | 21   | +11.939   | 9       | 6     |
| 11  | 13 | Anthony West       | MZ Racing                         | MZ-RE Honda  | 21   | +12.108   | 21      | 5     |
| 12  | 63 | Mike Di Meglio     | Tech 3 Racing                     | Tech 3       | 21   | +12.114   | 19      | 4     |
| 13  | 76 | Max Neukirchner    | MZ Racing                         | MZ-RE Honda  | 21   | +12.180   | 17      | 3     |
| 14  | 44 | Pol Espargaró      | HP Tuenti Speed Up                | FTR          | 21   | +12.908   | 8       | 2     |
| 15  | 45 | Scott Redding      | Marc VDS Racing                   | Suter        | 21   | +13.329   | 3       | 1     |
| 16  | 34 | Esteve Rabat       | Blusens-STX                       | FTR          | 21   | +13.875   | 20      |       |
| 17  | 60 | Julián Simón       | Mapfre Aspar                      | Suter        | 21   | +13.954   | 2       |       |
| 18  | 19 | Xavier Siméon      | Tech 3 B                          | Tech 3       | 21   | +15.251   | 24      |       |
| 19  | 71 | Claudio Corti      | Italtrans Racing                  | Suter        | 21   | +18.470   | 16      |       |
| 20  | 18 | Jordi Torres       | Mapfre Aspar                      | Suter        | 21   | +20.128   | 22      |       |
| 21  | 4  | Randy Krummenacher | GP Team Switzerland Kiefer Racing | Kalex        | 21   | +38.974   | 25      |       |
| 22  | 25 | Alex Baldolini     | Pons HP 40                        | Pons Kalex   | 21   | +39.072   | 27      |       |
| 23  | 9  | Kenny Noyes        | Avintia-STX                       | FTR          | 21   | +39.340   | 33      |       |
| 24  | 7  | Tomoyoshi Koyama   | Technomag-CIP                     | Suter        | 21   | +48.695   | 29      |       |
| 25  | 88 | Ricard Cardús      | QMMF Racing                       | Moriwaki     | 21   | +48.843   | 26      |       |
| 26  | 64 | Santiago Hernández | SAG Team                          | FTR          | 21   | +1:02.670 | 31      |       |
| 27  | 33 | Sergio Gadea       | Desguaces La Torre G22            | Moriwaki     | 21   | +1:05.633 | 35      |       |
| 28  | 6  | Joan Olivé         | Aeroport de Castello              | FTR          | 21   | +1:06.619 | 34      |       |
| 29  | 53 | Valentin Debise    | Speed Up                          | FTR          | 21   | +1:11.832 | 32      |       |
| 30  | 39 | Robertino Pietri   | Italtrans Racing                  | Suter        | 21   | +1:27.512 | 36      |       |
| 31  | 72 | Yūki Takahashi     | Gresini Racing                    | Moriwaki     | 21   | +1:31.402 | 14      |       |
| 32  | 95 | Mashel Al Naimi    | QMMF Racing                       | Moriwaki     | 21   | +1:33.725 | 37      |       |
| 33  | 82 | Elena Rosell       | Mapfre Aspar                      | Suter        | 21   | +1:36.548 | 38      |       |

### Ritirati
| Nº | Pilota              | Squadra               | Motocicletta | Giri | Griglia |
| -- | ------------------- | --------------------- | ------------ | ---- | ------- |
| 51 | Michele Pirro       | Gresini Racing        | Moriwaki     | 17   | 13      |
| 16 | Jules Cluzel        | NGM Forward Racing    | Suter        | 9    | 7       |
| 14 | Ratthapark Wilairot | Thai Honda Singha SAG | FTR          | 9    | 30      |
| 35 | Raffaele De Rosa    | NGM Forward Racing    | Suter        | 9    | 28      |
| 75 | Mattia Pasini       | Ioda Racing Project   | FTR          | 3    | 18      |

### Non partito
| Nº | Pilota          | Squadra     | Motocicletta |
| -- | --------------- | ----------- | ------------ |
| 68 | Yonny Hernández | Blusens-STX | FTR          |

## Classe 125

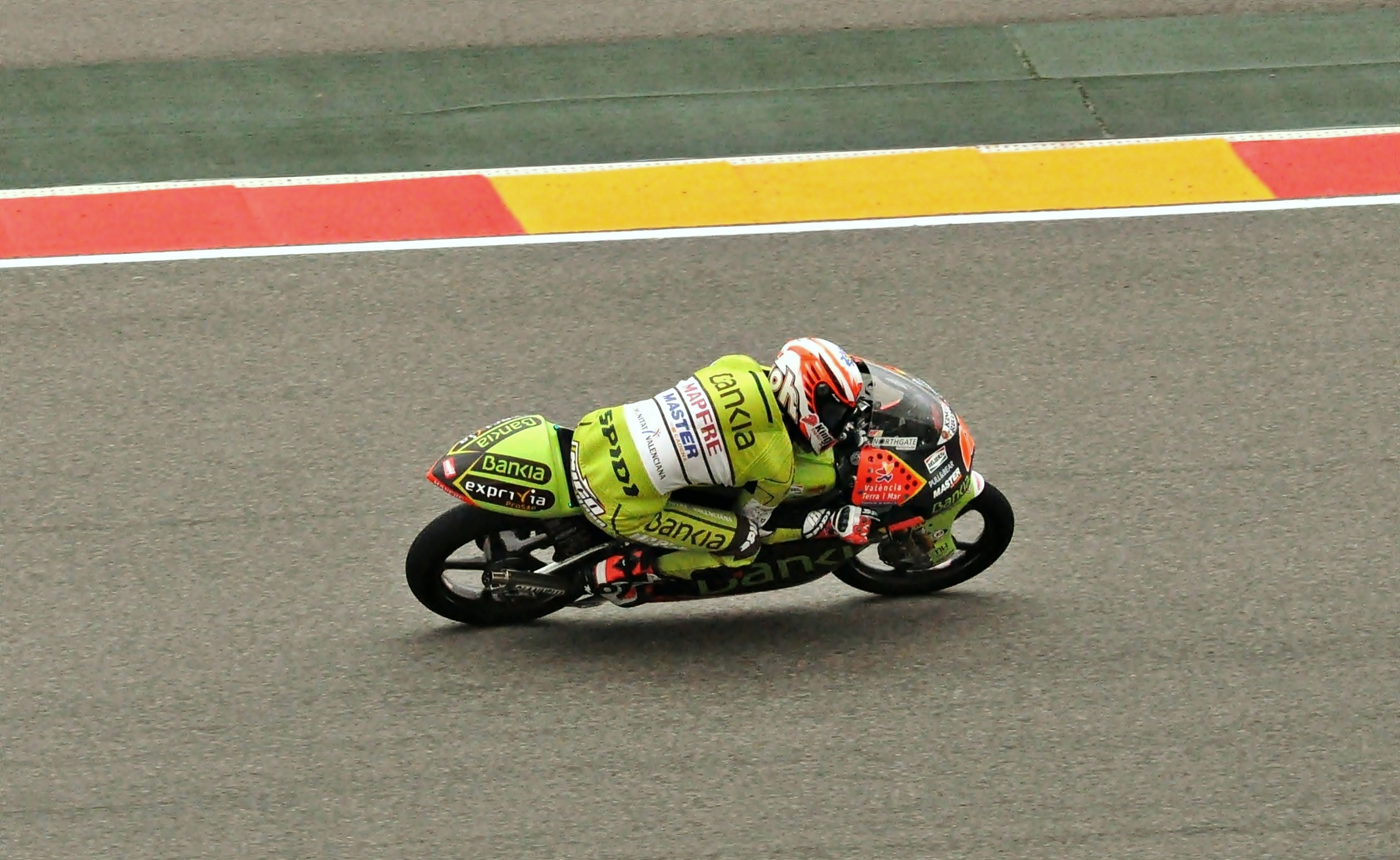
Terol, vincitore della gara della classe 125

Damien Raemy prende il posto di Jack Miller alla KTM. Josep Rodríguez sostituisce Sergio Gadea, impegnato in Moto2. Simone Grotzkyj, infortunato, viene sostituito da Manuel Tatasciore. In questo Gran Premio corrono due wildcard: Pedro Rodríguez su Aprilia e Kevin Hanus su Honda.

### Arrivati al traguardo
| Pos | Nº | Pilota             | Squadra                        | Motocicletta | Giri | Tempo     | Griglia | Punti |
| --- | -- | ------------------ | ------------------------------ | ------------ | ---- | --------- | ------- | ----- |
| 1   | 18 | Nicolás Terol      | Bankia Aspar                   | Aprilia      | 20   | 40:26.726 | 3       | 25    |
| 2   | 5  | Johann Zarco       | Avant-AirAsia-Ajo              | Derbi        | 20   | +6.771    | 4       | 20    |
| 3   | 25 | Maverick Viñales   | Blusens by Paris Hilton Racing | Aprilia      | 20   | +18.929   | 2       | 16    |
| 4   | 7  | Efrén Vázquez      | Avant-AirAsia-Ajo              | Derbi        | 20   | +27.472   | 9       | 13    |
| 5   | 39 | Luis Salom         | RW Racing GP                   | Aprilia      | 20   | +27.469   | 6       | 11    |
| 6   | 52 | Danny Kent         | Red Bull Ajo MotorSport        | Aprilia      | 20   | +27.750   | 5       | 10    |
| 7   | 11 | Sandro Cortese     | Intact-Racing Team Germany     | Aprilia      | 20   | +27.740   | 7       | 9     |
| 8   | 23 | Alberto Moncayo    | Andalucia Banca Civica         | Aprilia      | 20   | +27.778   | 8       | 8     |
| 9   | 26 | Adrián Martín      | Bankia Aspar                   | Aprilia      | 20   | +43.009   | 11      | 7     |
| 10  | 94 | Jonas Folger       | Red Bull Ajo MotorSport        | Aprilia      | 20   | +49.090   | 10      | 6     |
| 11  | 77 | Marcel Schrötter   | Mahindra Racing                | Mahindra     | 20   | +53.876   | 15      | 5     |
| 12  | 3  | Luigi Morciano     | Team Italia FMI                | Aprilia      | 20   | +56.395   | 19      | 4     |
| 13  | 84 | Jakub Kornfeil     | Ongetta-Centro Seta            | Aprilia      | 20   | +57.513   | 14      | 3     |
| 14  | 19 | Alessandro Tonucci | Team Italia FMI                | Aprilia      | 20   | +1:07.215 | 22      | 2     |
| 15  | 99 | Danny Webb         | Mahindra Racing                | Mahindra     | 20   | +1:14.906 | 23      | 1     |
| 16  | 50 | Sturla Fagerhaug   | WTR-Ten10 Racing               | Aprilia      | 20   | +1:31.266 | 26      |       |
| 17  | 60 | Manuel Tatasciore  | Phonica Racing                 | Aprilia      | 20   | +1:36.871 | 27      |       |
| 18  | 30 | Giulian Pedone     | Phonica Racing                 | Aprilia      | 20   | +1:40.668 | 24      |       |
| 19  | 90 | Damien Raemy       | Caretta Technology             | KTM          | 20   | +1:58.898 | 33      |       |
| 20  | 37 | Pedro Rodríguez    | Turismo de Aragon - DVJ        | Aprilia      | 19   | +1 giro   | 32      |       |

### Ritirati
| Nº | Pilota              | Squadra                        | Motocicletta | Giri | Griglia |
| -- | ------------------- | ------------------------------ | ------------ | ---- | ------- |
| 55 | Héctor Faubel       | Bankia Aspar                   | Aprilia      | 19   | 1       |
| 63 | Zulfahmi Khairuddin | Airasia-Sic-Ajo                | Derbi        | 18   | 31      |
| 21 | Harry Stafford      | Ongetta-Centro Seta            | Aprilia      | 16   | 21      |
| 28 | Josep Rodríguez     | Blusens by Paris Hilton Racing | Aprilia      | 11   | 12      |
| 44 | Miguel Oliveira     | Andalucia Banca Civica         | Aprilia      | 7    | 16      |
| 31 | Niklas Ajo          | TT Motion Events Racing        | Aprilia      | 7    | 18      |
| 43 | Francesco Mauriello | WTR-Ten10 Racing               | Aprilia      | 7    | 25      |
| 17 | Taylor Mackenzie    | Phonica Racing                 | Aprilia      | 6    | 28      |
| 96 | Louis Rossi         | Matteoni Racing                | Aprilia      | 5    | 13      |
| 86 | Kevin Hanus         | Team Hanusch                   | Honda        | 5    | 30      |
| 10 | Alexis Masbou       | Caretta Technology             | KTM          | 4    | 20      |
| 53 | Jasper Iwema        | Ongetta-Abbink Metaal          | Aprilia      | 1    | 17      |
| 36 | Joan Perelló        | Matteoni Racing                | Aprilia      | 0    | 29      |